# 熊川宿

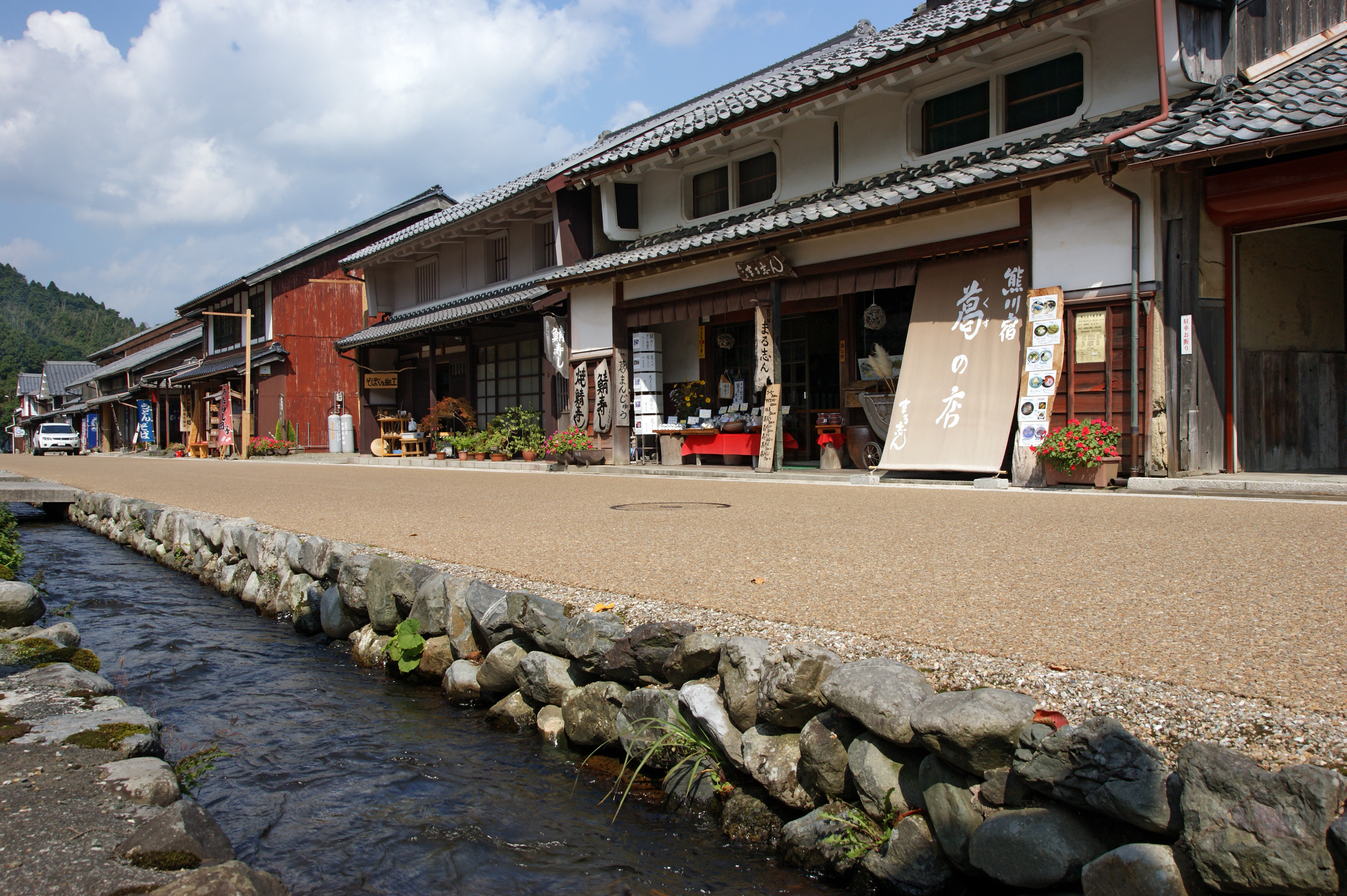
前川和鯖街道

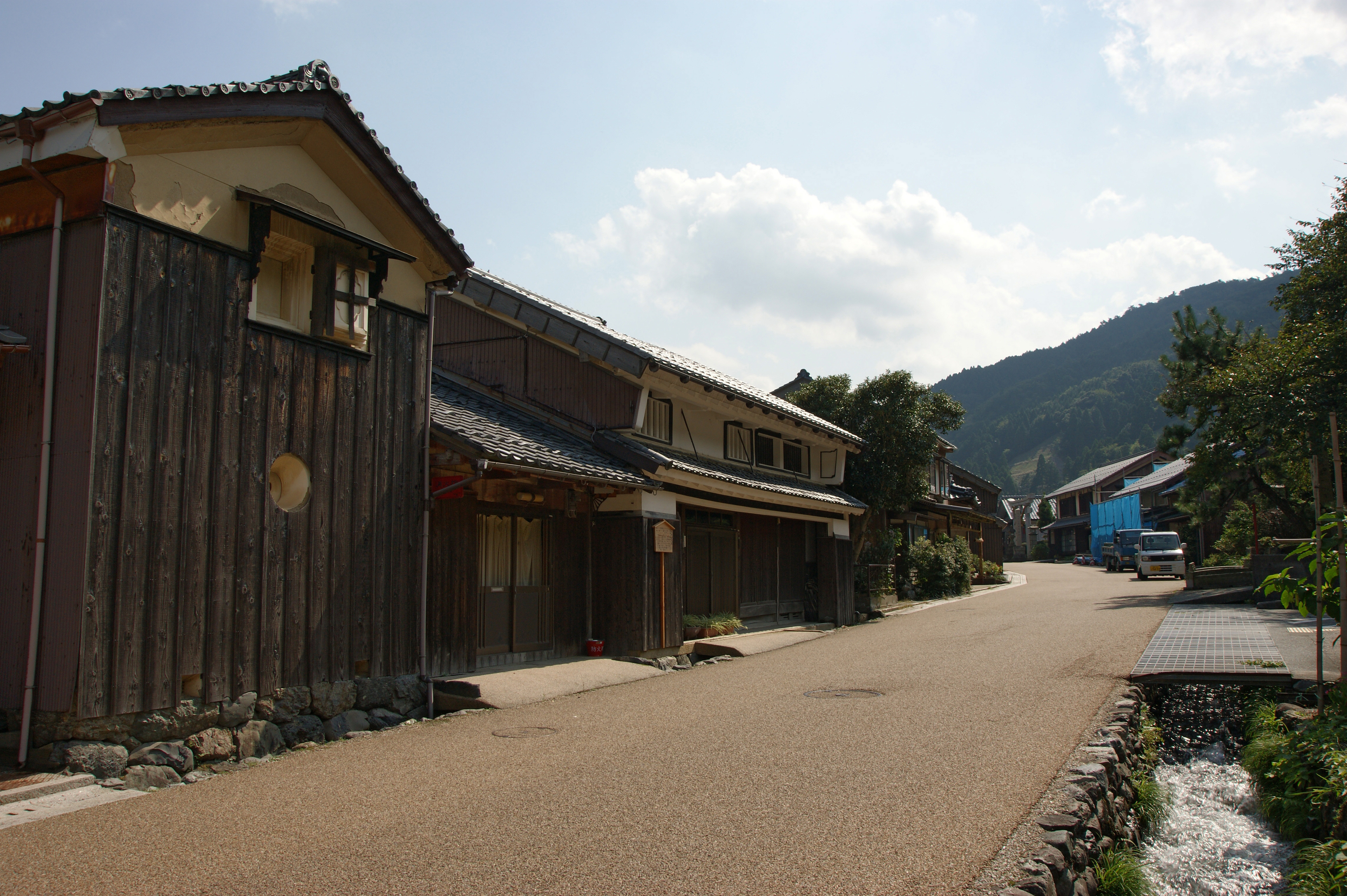
舊問屋・倉見屋

熊川宿（日语：／ Kumagawa-jyuku */?）是位在日本福井縣三方上中郡若狹町連結若狹和京都的舊鯖街道之宿場。以若狹町熊川宿傳統的建造物群保存地區的名稱選定為重要傳統的建造物群保存地區。

## 概要
位在室町時代沼田氏築山城之地，天正17年（1589年），小濱城主淺野長政作為連結近江和若狹的鯖街道（若狹街道）宿場町而整備。熊川宿接近近江國境，大概位在小濱和今津的中間點，江戶時代作為鯖街道最重要的宿場町而繁榮。
1996年，選定為重要傳統的建造物群保存地區。1998年，開設道之驛若狹熊川宿。

## 設施
- 前川 - 平成之名水百選。
- 若狹鯖街道熊川宿資料館宿場館
- 西口公園
- 孝子与七之碑
- 西山稻荷神社
- 松木神社
  - 松木公園
- 倉見屋
- 得法寺
- 御藏道
- 白石神社
- 覺成寺
- 菱屋（勢馬清兵衛家）
- 長屋道

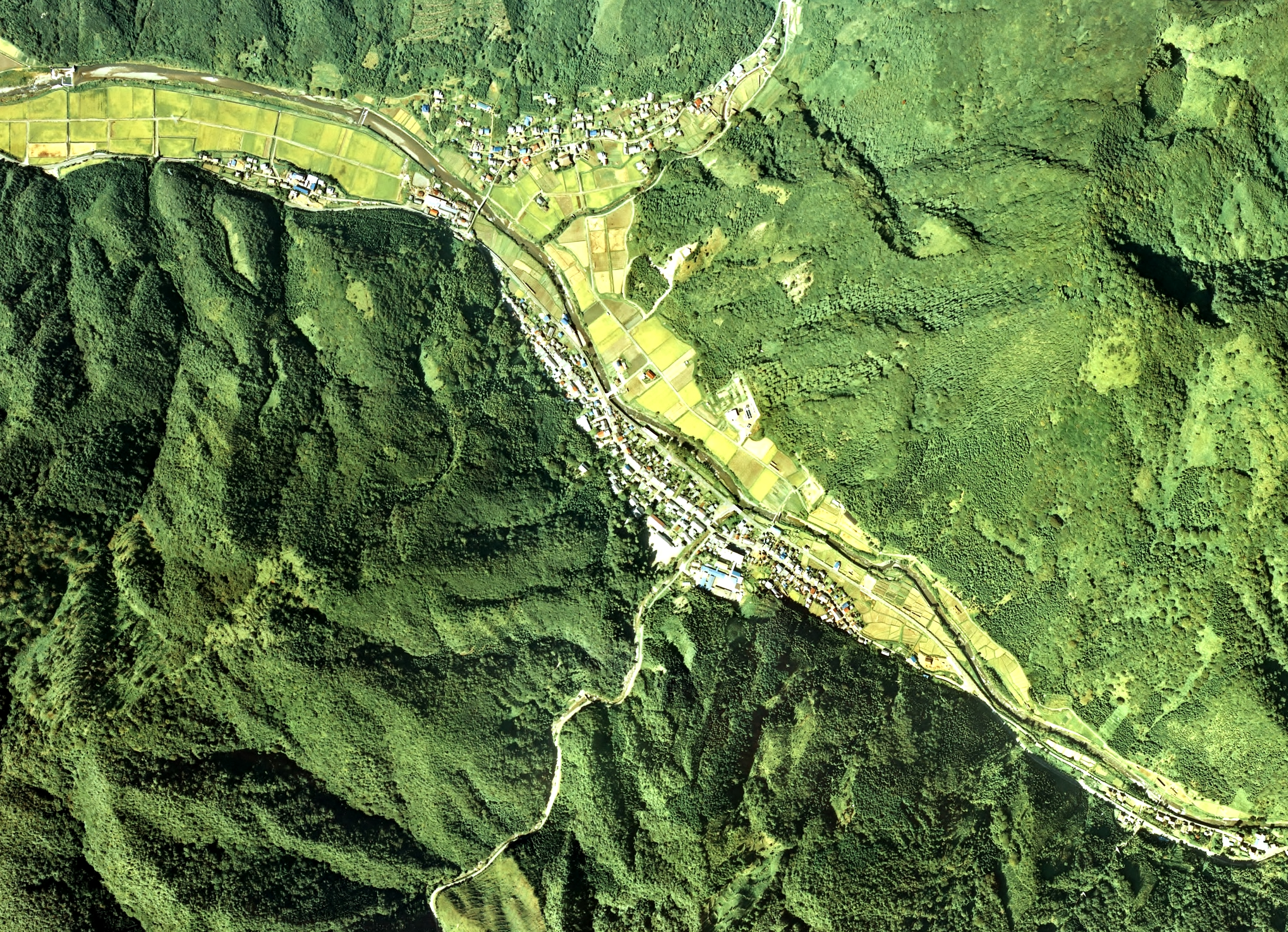
熊川宿付近的空照圖。中央付近是熊川宿。

- 舊逸見勘兵衛家住宅 - 伊藤忠商事2代目社長伊藤竹之助生家。
- 中條橋
- 大岩（子守岩）
- 權現神社
- 熊川番所
- 道之驛若狹熊川宿・四季彩館
  - 熊川宿展示館

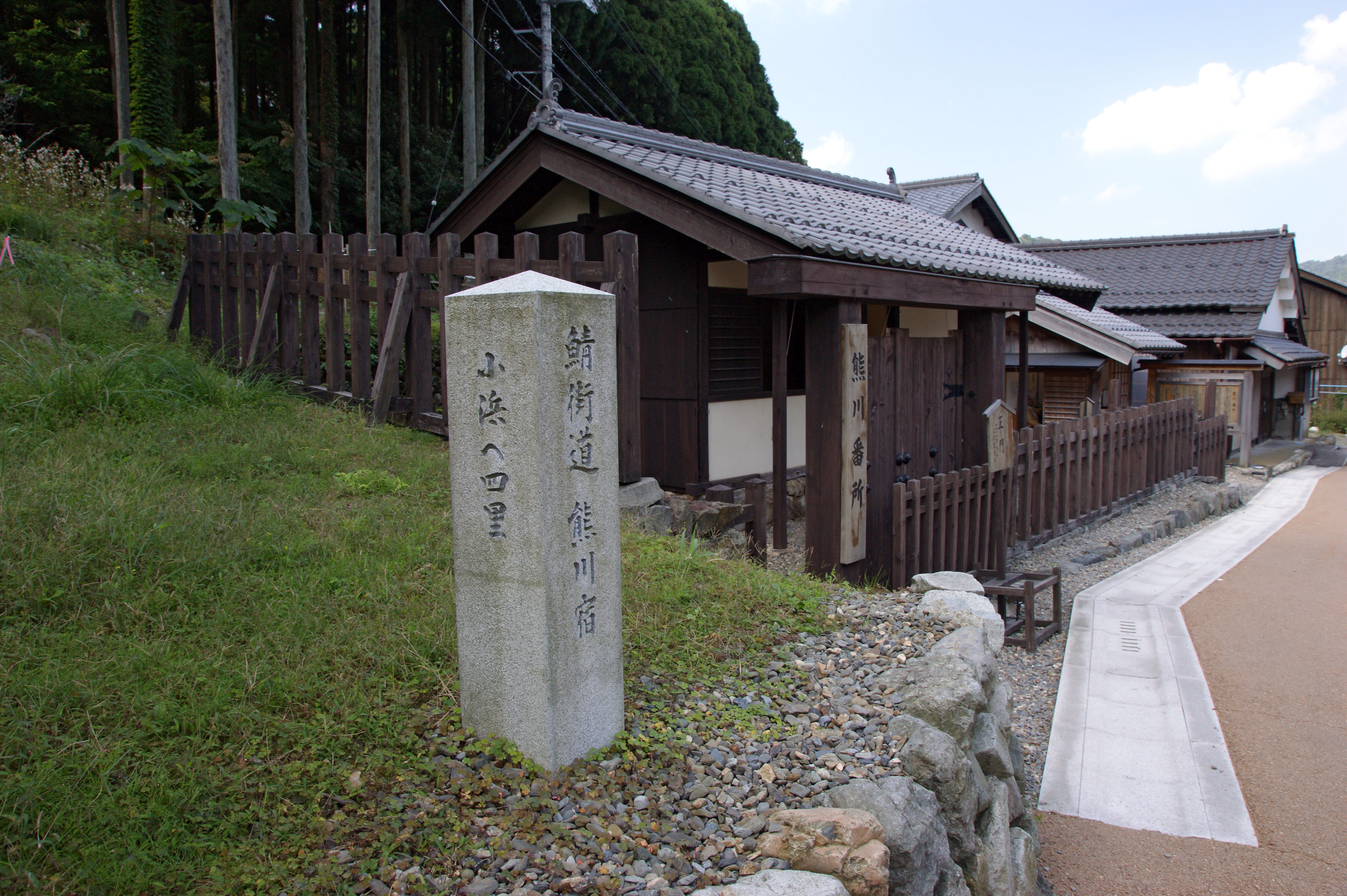
道標和熊川番所
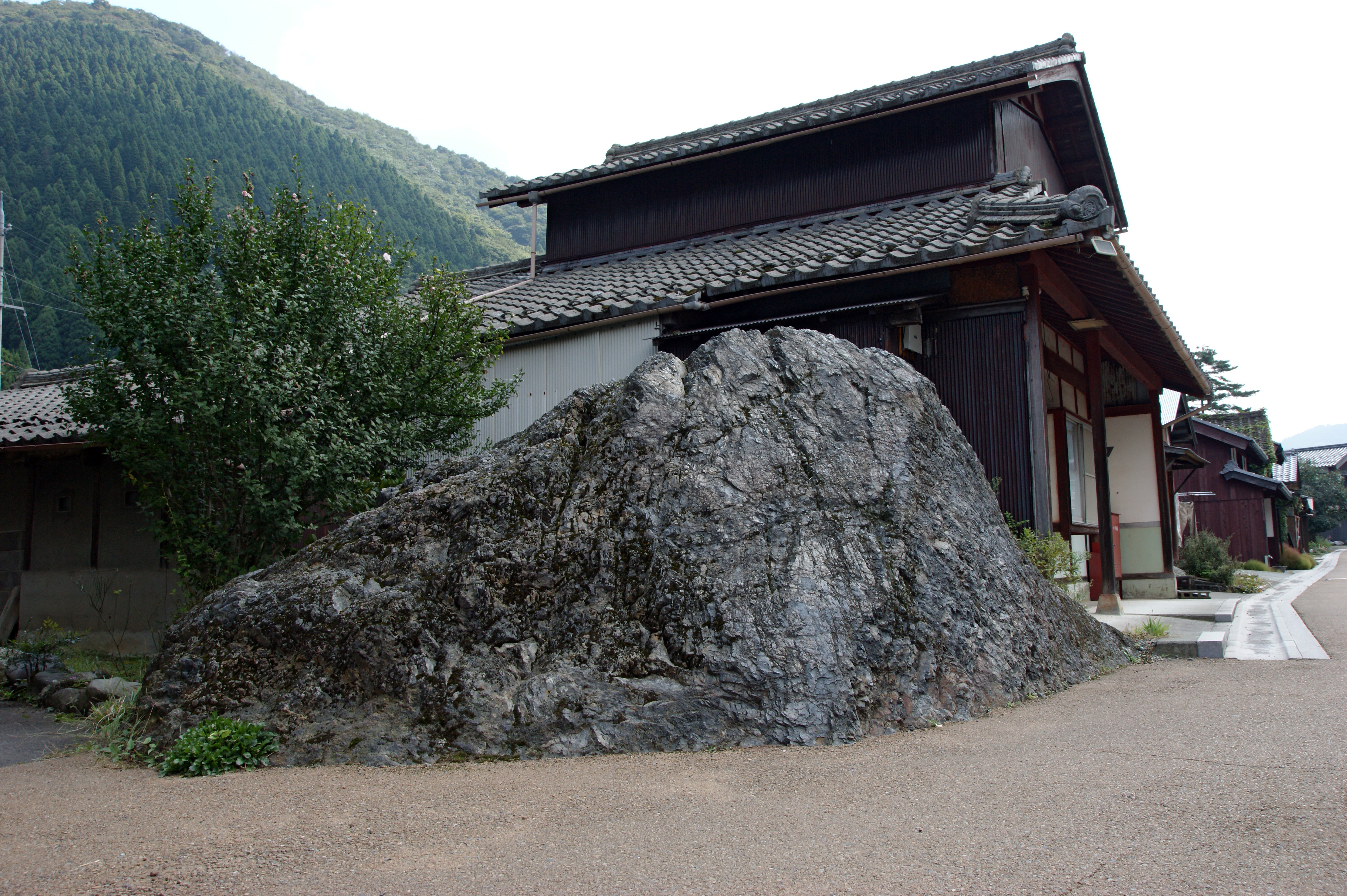
子守岩
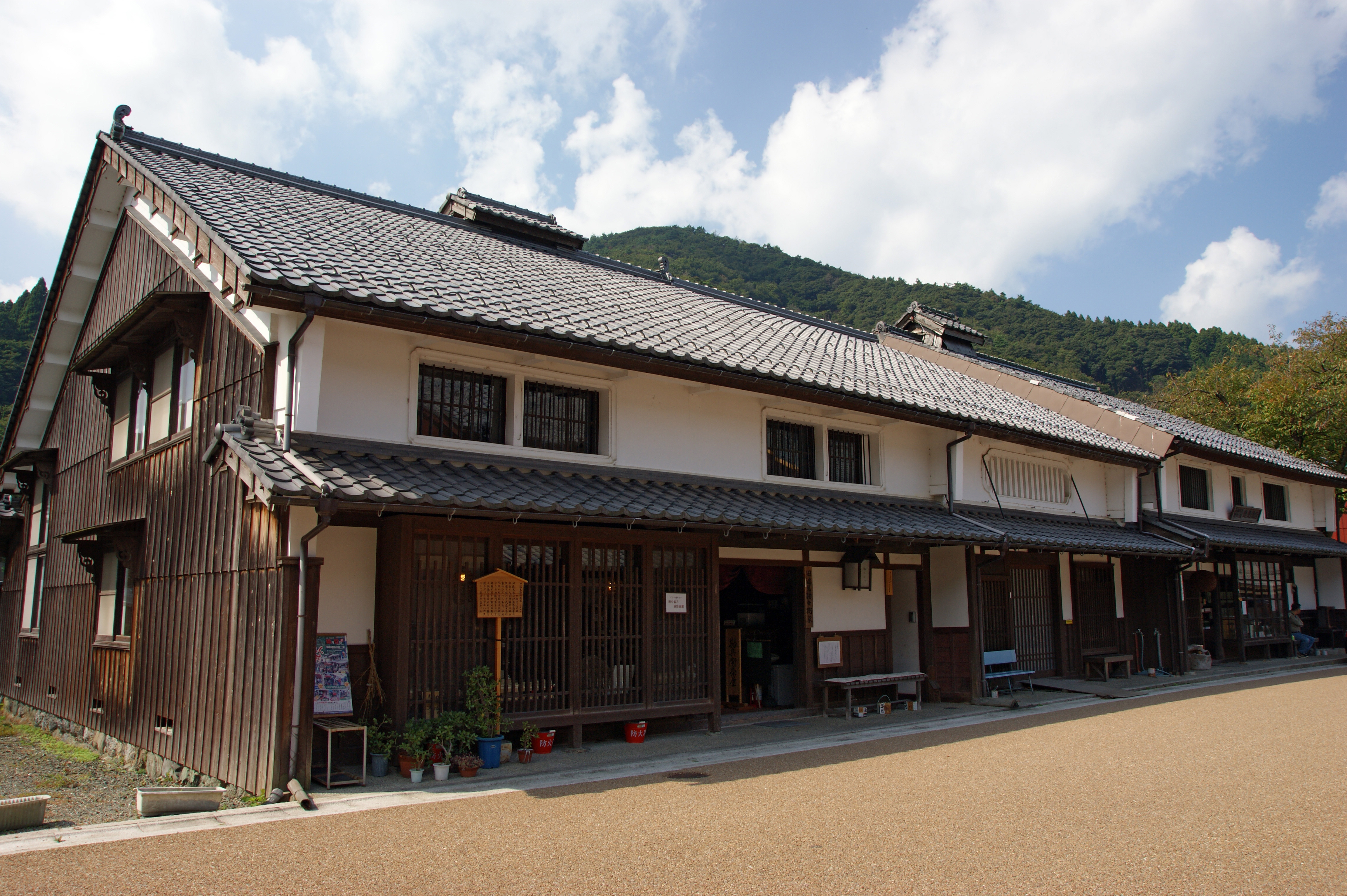
舊逸見勘兵衛家住宅
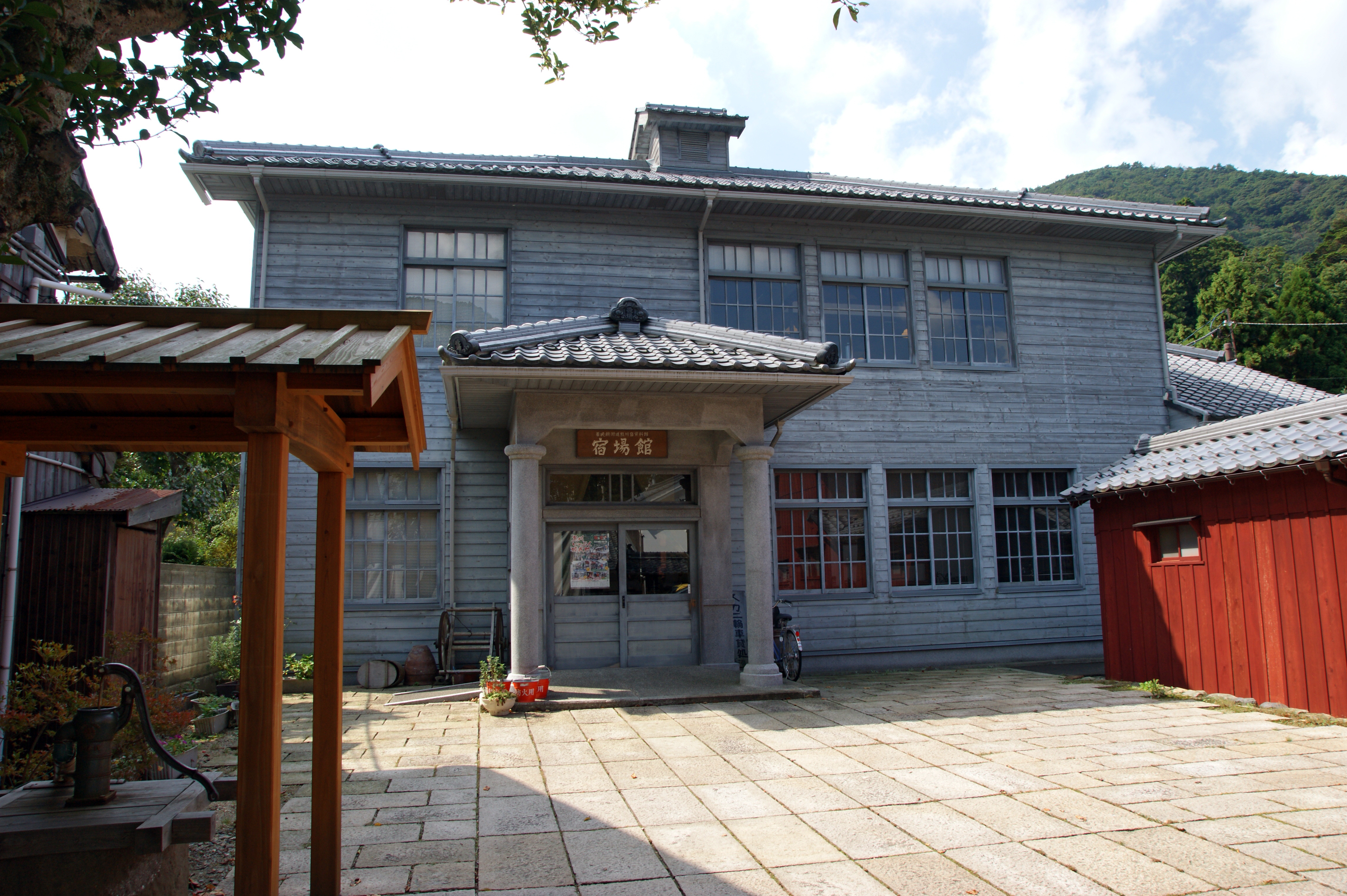
若狹鯖街道熊川宿資料館宿場館

## 重要傳統的建造物群保存地區
- 名稱 - 若狹町熊川宿傳統的建造物群保存地區
- 種別 - 宿場町
- 面積 - 10.8ha
- 所在地 - 福井縣三方上中郡若狹町熊川、新道
- 選定年月日 - 1996年7月9日

## 關連項目
- 美麗日本散步道500選
- 歷史國道

## 外部連結
- 若狭鯖街道熊川宿 （页面存档备份，存于）
- 熊川宿　若狭町観光情報　Discover Wakasa （页面存档备份，存于）
- 近畿の風景街道　若狭熊川・鯖街道 （页面存档备份，存于）